# Giovanni II (III) di Alessandria
Giovanni II (III) (Egitto, ... – Egitto, 22 maggio 516) è stato papa della Chiesa copta e patriarca greco-ortodosso di Alessandria dal 505 fino alla sua morte.
È enumerato Giovanni III dalla Chiesa ortodossa e dalla Chiesa cattolica perché riconoscono Giovanni Talaia come Giovanni I, e Giovanni II dalla Chiesa copta che respinge Talaia.

## Biografia
Era un monaco che visse una vita da eremita nel deserto fino alla sua consacrazione a papa e patriarca di Alessandria il 29 maggio 505.
Godeva di fama per i suoi scritti contenenti sermoni agiografici.
Era contemporaneo dell'imperatore romano d'oriente Anastasio I, che favoriva quelle chiese che andavano contro le decisioni del Concilio di Calcedonia, e di Severo di Antiochia, massimo esponente del miafisismo in Siria. Quest'ultimo scrisse un messaggio a Giovanni riguardo alla natura di Cristo. Giovanni rispose con un messaggio dove testimoniava l'unione dell'essenza di Dio e la trinitarietà delle sue persone. Proclamò che per incarnazione dell'eterno Figlio di Dio, la natura divina e la natura umana si erano fuse diventando un'unica natura, senza separazione, mescolanza o confusione. Anatemizzò coloro che separavano le due nature, quelli che le confondevano, coloro che dicevano che il Cristo crocifisso sofferente era solamente un uomo e quelli che affermavano che anche la natura divina soffrì e morì. Disse che la fede ortodossa doveva professare che Dio Figlio soffrì con la carne con cui si era unito.